# Sérgio João
Sérgio Ricardo João (Rio de Janeiro, 26 dicembre 1968) è un ex calciatore brasiliano naturalizzato boliviano, di ruolo attaccante. Possiede una scuola calcio a Rio de Janeiro e ha ricevuto la cittadinanza boliviana nel 2000.

## Caratteristiche tecniche
Poteva giocare come trequartista, seconda punta o centravanti. Giocatore molto mobile, era solito agire sulle fasce per aggirare la difesa; pur non essendo molto alto, era anche abile nei colpi di testa. Il suo piede preferito era il sinistro, ed era dotato di un buon controllo di palla e di un tiro preciso.

## Carriera

### Club
Le prime stagioni in Bolivia le trascorse nel Club Stormers di Sucre. Nel 1997 si trasferì al Bolívar della capitale La Paz, dove si mise in evidenza grazie alle sue capacità realizzative: con la società più titolata del Paese infatti Sérgio João divenne capocannoniere della Coppa Libertadores 1998 con dieci reti, messe a segno in dieci partite. Nei primi giorni di agosto del 1998, poco tempo dopo la fine della Libertadores, fu acquistato dall'América di Cali, squadra colombiana. Segnò per la prima volta con la nuova maglia contro l'Unicosta, il 15 ottobre dello stesso anno, realizzando una doppietta; tuttavia, già a novembre le sue prestazioni non eccelse lo resero una riserva e al termine della stagione lasciò il club per giocare con il Jorge Wilstermann. In seguito fu acquistato dal Vitória di Setúbal, che gli diede dunque la possibilità di misurarsi con il calcio europeo; dopo otto partite e due reti, si infortunò a entrambe le ginocchia (soffriva di tendinite cronica) e data la retrocessione del suo club tornò in Bolivia. Nella seconda metà del mese di maggio 2000, ristabilitosi dall'infortunio, fu acquistato dal Blooming dopo un provino. Nella formazione allenata da José Milton Melgar rimase una sola stagione, debuttando nel luglio del 2000. Giocò poi la prima parte della stagione 2001 con l'Independiente Petrolero, mentre la seconda la trascorse nelle file dell'Aurora. Terminata quest'ultima annata, tornò in patria, vestendo la maglia del CENE, con cui prese parte, peraltro, alla Coppa del Brasile 2003, competizione nella quale giocò un incontro. Nel 2005 ha giocato invece nell'União Rondonópolis.

## Palmarès

### Club
- Campionato boliviano: 1

Bolívar: 1997

### Individuale
- Capocannoniere della Coppa Libertadores: 1

1998 (10 gol)